# Charles-Joseph Natoire
Charles-Joseph Natoire (Nîmes, 1700. március 3. – Castel Gandolfo, 1777. augusztus 23.) francia rokokó festő.

## Életpályája
Katolikus családban született a Lotaringiából elszármazott Florent Natoire szobrász fiaként. A tehetségesen rajzoló fiút Párizsba küldte 1717-ben, ahol Louis Galloche és François Lemoyne festőknél tanult. 1721-ben megkapta a Római Díjat, és 1723-ban a Római Francia Akadémiának otthont adó Villa Medici lakója lett. Tivoliban a szabadban rajzolta le az antik műtárgyakat, lemásolta Pierre de Cortone A szabin nők elrablása festményét. Nagy méretű képet festett Melchior de Polignac kardinális és szentszéki követ számára (Jézus kiűzi a kereskedőket a templomból). Velencei tartózkodás után 1729 elején visszatért Párizsba. Felvételt nyert az Académie royale de peinture et de sculpture-be, és 1730-tól kezdve dekoratív és nagy formátumú képeket festett kastélyokban és magánrezidenciákban arisztokratáknak és gazdag hivatalnokoknak.   
1751-ben a Római Francia Akadémia igazgatójává nevezték ki. Művészetét életében François Boucher-val egy szinten méltatták. Halála után gyorsan elfeledték, pedig a 18. század egyik legtehetégesebb festője volt. 

## Főbb művei

### Vallásos festészet

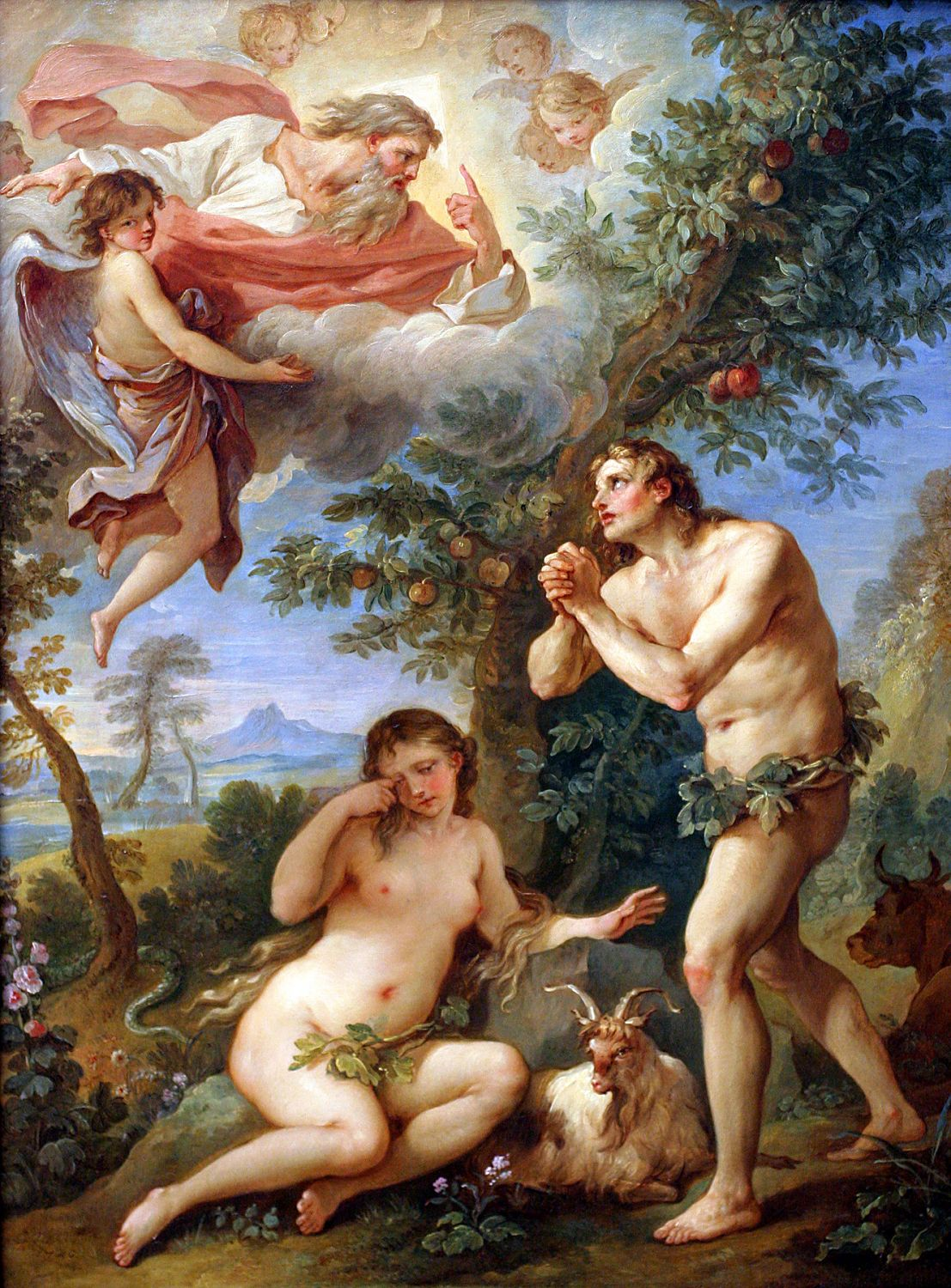
Adam et Ève chassés du Paradis terrestre, 1740

- Manué offre un sacrifice au Seigneur pour obtenir un fils qui fut Sanson, 1721, Paris, École nationale supérieure des beaux-arts.
- Jésus chassant les marchands hors du Temple, 1728, Paris, Église Saint-Médard.
- Trois dessus-de-porte pour l'hôtel du duc d’Antin à Paris, 1732 :
  - Jacob et Rachel quittant la demeure de Laban, Atlanta, The High Museum of Art.
  - Jacob et Rachel qui font boire leurs troupeaux de moutons et autres bestiaux, New York, coll. part.
  - Agar et son fils Ismaël, Paris, Musée du Louvre.
- Adam et Ève chassés du Paradis terrestre, 1740, New York, Metropolitan Művészeti Múzeum.
- Saint Étienne devant les docteurs portant de faux témoignages contre lui, 1745, Rennes, Musée des Beaux-Arts.
- Le baptême du Christ, 1747, Arras, Musée des Beaux-Arts.
- Descente de croix, 1755, Besançon, Cathédrale Saint-Jean.

### Mitológikus és allegórikus festészet

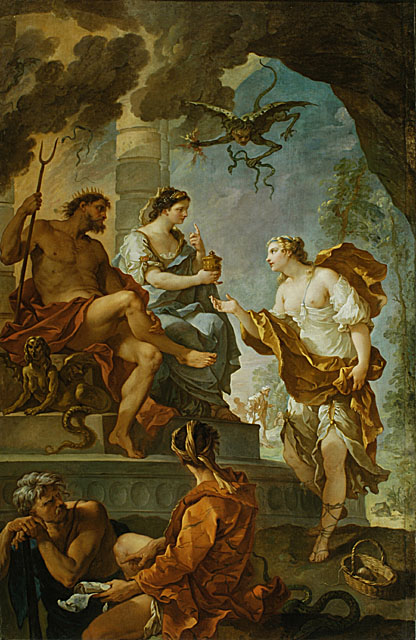
Psyché obtenant de Proserpine l'elixir de beauté, 1735

- Cycle de l’Histoire des Dieux, 9 tableaux, 1731-1735, commandé par Philibert Orry :
  - Io enlevée par Jupiter, 1731, Troyes, Musée des Beaux-Arts.
  - L'enlèvement d’Europe, 1731, Szentpétervár, Ermitázs.
  - Jupiter servi par Hébé, Troyes, Musée des Beaux-Arts.
  - Jupiter enlevant Ganymède Archiválva 2007. szeptember 29-i dátummal a Wayback Machine-ben, Troyes, Musée des Beaux-Arts.
  - Danaé recevant Jupiter métamorphosé en pluie d'or, Troyes, Musée des Beaux-Arts.
  - Mercure et l'Amour, Troyes, Musée des Beaux-Arts.
  - L'Amour répandant des fleurs sur la terre, Troyes, Musée des Beaux-Arts.
  - L'éducation de l'Amour, Moszkva, Puskin Múzeum.
  - Léda et le cygne Archiválva 2007. szeptember 29-i dátummal a Wayback Machine-ben, Troyes, Musée des Beaux-Arts.
- Premier cycle de l’Histoire de Psyché, 4 tableaux, 1734-1735, commandé par le fermier général Louis Denis Lalive de Bellegarde (1679-1751) pour le château de la Chevrette :
  - Vénus montrant Psyché à l'Amour, non localisé.
  - La Toilette de Psyché, New Orleans, Museum of Art.
  - Vénus qui défend à l'Amour de voir Psyché, New Orleans, Museum of Art.
  - Psyché obtenant de Proserpine l'elixir de beauté[halott link], Los Angeles, Los Angeles County Museum of Art.
- Cycle de l’Histoire de Télémaque, 6 tableaux, 1735-1740, commandé par Philibert Orry :
  - Vénus qui donne l'Amour à Calypso, 1739, Moscou, Musée Pouchkine.
  - Télémaque dans l'île de Calypso, 1739, Szentpétervár, Ermitázs.
  - Le vaisseau de Télémaque brûlé par les nymphes, Szentpétervár, Ermitázs.
  - Calypso écoutant les conseils de l'Amour, Troyes, Musée des Beaux-Arts.
  - Télémaque écoutant les conseils de Mentor, 1740, Troyes, Musée des Beaux-Arts.
- Les Quatre Saisons, 4 tableaux, 1735 (détruits en 1814).
- La Jeunesse et la Vertu qui présentent deux princesses à la France, 1734, Chambre de la reine, Versailles-i kastély (in situ).
- Vénus commande à Vulcain des armes pour Énée Archiválva 2007. szeptember 30-i dátummal a Wayback Machine-ben, 1734, Montpellier, Musée Fabre.

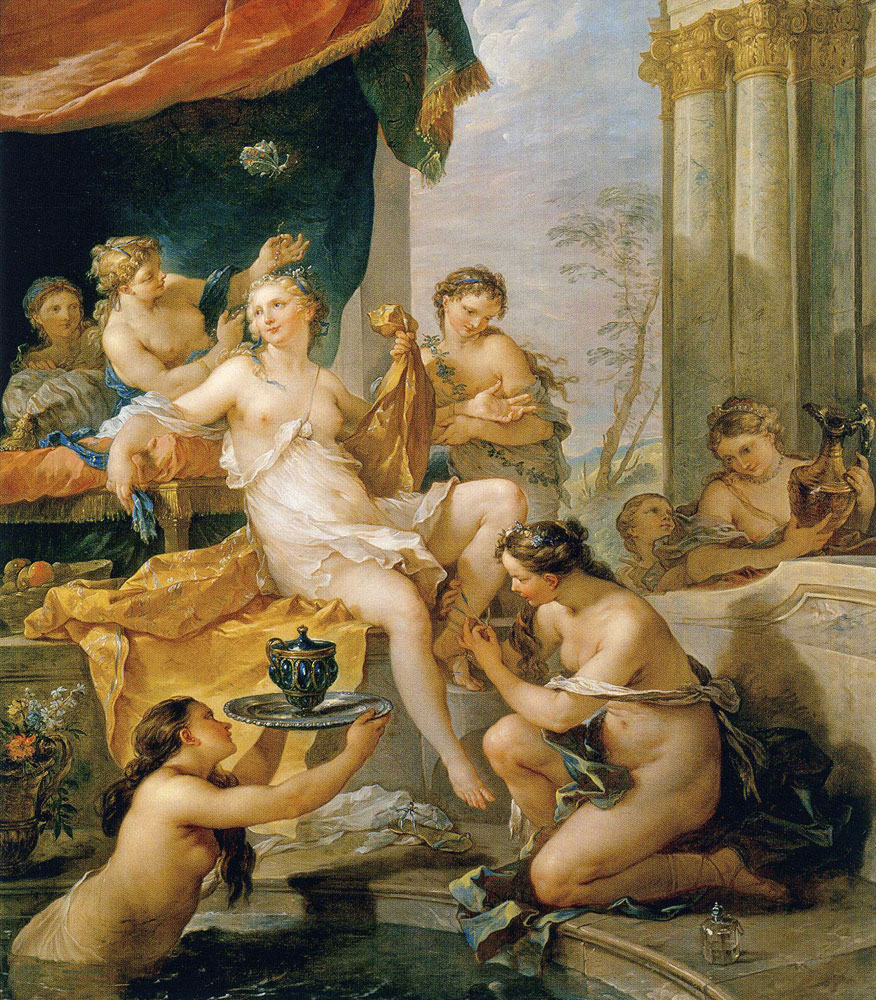
Psyché à sa toilette, 1735, New Orleans, New Orleans Museum of Art.

- Cycle de l’Histoire de Psyché, 8 tableaux, 1737-1739, Paris, Salon de la Princesse, Hôtel de Soubise (in situ) :
  - Psyché reçue par les nymphes dans le palais de l'Amour, 1737.
  - Psyché montrant ses trésors à ses sœurs, 1738.
  - Psyché contemplant son époux, l'Amour endormi, 1738.
  - Psyché sauvée des eaux par les nymphes, 1738.
  - Psyché chez les bergers, 1738.
  - Psyché défaillant de frayeur en présence de Vénus, 1738.
  - Psyché enlevée dans l'Olympe par l'Amour, 1739.
  - Psyché accueillie par Zéphyr, 1739.
- Bacchus reçoit à boire d’un enfant, accompagné de deux Bacchantes et de Silènes, 1738.
- Les Trois Grâces qui enchaînent l'Amour, 1738, Paris, Palais du Luxembourg.
- La Beauté rallume le flambeau de l'Amour, 1739, commandé pour la chambre de la Reine, château de Versailles (in situ).
- Les arts libéraux, dessus-de-porte, 1740, commandés pour le Cabinet des médailles de la Bibliothèque du Roi, Paris, Bibliothèque nationale de France, site Richelieu (in situ) :
  - La Sculpture.
  - La Peinture.
  - L'Architecture.
- Les quatre éléments, dessus-de-porte, 1741, commandés par Pierre Grimod du Fort pour l'hôtel Chamillart, rue du Coq-Héron à Paris :
  - La Terre, ou Cérès nourrissant Triptolème, non localisé.
  - Le Feu, ou Vénus demandant à Vulcain des armes pour Énée, Musée d’Autun.
  - L'Eau, ou le triomphe d’Amphitrite, non localisé.
  - L'Air, ou Junon et Iris Archiválva 2007. szeptember 30-i dátummal a Wayback Machine-ben, Paris, Palais du Luxembourg.
- Vénus à sa toilette, 1742, Bordeaux, Musée des Beaux-Arts.
- Bacchus et Ariane[halott link], 1742, Szentpétervár, Ermitázs.
- Quatre tableaux pour le château de Marly, 1743 :
  - Bacchus et Ariane, Paris, Hôtel de Lassay.
  - Le Repos de Diane, Versailles, Kis-Trianon.
  - Apollon et les Muses, non localisé.
  - Vénus et Neptune, non localisé.
- Le triomphe de Bacchus, 1747, Paris, Musée du Louvre.
- Deux tableaux pour l'hôtel d’Ange Laurent Lalive de Jully, rue Saint-Honoré à Paris, 1749 :
  - Bacchanale, Houston, Museum of Fine Arts.
  - Le Triomphe d’Amphitrite, non localisé.
- Allégorie de la naissance de Marie-Zéphirine de France, 1749, Château de Versailles.
- Cupidon aiguisant ses flèches[halott link], 1750, Szentpétervár, Ermitázs.

### Történelmi festészet
- Cycle de l’Histoire de Clovis, 6 tableaux,  1735-1738, commandé par Philibert Orry, Troyes, Musée des Beaux-Arts :
  - La Bataille de Tolbiac, 1735.
  - Saint Rémy apporte à Clovis la soumission du Peuple de Reims, 1736.
  - Clovis, couronné par la Victoire, fait refleurir la Religion, 1736.
  - Le Repos de la France, 1736.
  - Le siège de Bordeaux par Clovis, 1737.
  - La Bataille de Vouillé, 1738.
- L'entrée solennelle de Monseigneur de Pâris à Orléans, 1745, commandé pour la résidence de campagne des évêques d’Orléans à Meung-sur-Loire, Orléans, Bibliothèque municipale.
- L'apothéose de saint Louis, 1756, Brest, Musée des Beaux-Arts (esquisse).

### Zsánerképek
- Scène pastorale Archiválva 2007. szeptember 29-i dátummal a Wayback Machine-ben, dessus-de-porte, Paris, Hôtel de Roquelaure, 246 boulevard Saint-Germain (in situ).

### Szőttesek
- Série de l’Histoire de Don Quichotte (cartons de tapisseries), 1735 :
  - Sancho punissant la marchande de noisettes[halott link], 1735, Château de Compiègne.
  - Don Quichotte dans le temps qu'il est déshabillé par les Demoiselles de la Duchesse, 1742, non localisé.
  - Départ de Sancho pour l'île de Barataria Archiválva 2007. szeptember 29-i dátummal a Wayback Machine-ben, Château de Compiègne.
  - Le Repas de Sancho, gouverneur de l'île de Barataria Archiválva 2007. szeptember 29-i dátummal a Wayback Machine-ben, Château de Compiègne.
  - Don Quichotte et les oiseaux à la caverne de Montesinos Archiválva 2007. szeptember 29-i dátummal a Wayback Machine-ben, Château de Compiègne.
  - Don Quichotte et le chevalier des Miroirs[halott link], Château de Compiègne.
  - La Fausse princesse de Micomicon vient prier Don Quichotte de la remettre sur son trône Archiválva 2007. szeptember 30-i dátummal a Wayback Machine-ben, Château de Compiègne.
- Série de l’Histoire de Marc-Antoine (cartons de tapisseries), 1740-1757 :
  - Marc-Antoine qui fait son entrée dans Éphèse, 1741, Arras, Musée des Beaux-Arts.
  - Le repas de Cléopâtre et de Marc-Antoine, 1754, Nîmes, Musée des Beaux-Arts de Nîmes.
  - L'arrivée de Cléopâtre à Tarse, 1756, Nîmes, Musée des Beaux-Arts de Nîmes.
  - L'entrevue de Cléopâtre et d’Antoine à Tarse, 1757, Rouen, Musée des Beaux-Arts.
  - La conclusion de la paix de Tarente, esquisse, 1757, Nîmes, Musée des Beaux-Arts.

### Arcképek
- Louise-Anne de Bourbon-Condé, 1731, Versailles-i kastély.
- Monseigneur de Pâris, évêque d’Orléans, 1746, Orléans, Musée des Beaux-Arts.
- Louis, dauphin de France, 1747, Versailles-i kastély.

## Bibliográfia
- Charles-Joseph Natoire, catalogue d’exposition, mars-juin 1977, Musées d’Art et d’Histoire de la Ville de Nîmes éd., réimpr. 1987 – ISBN 2902309449
- Charles Joseph Natoire 1700-1777, L'Histoire de Marc Antoine, Actes Sud & Musée des Beaux-Arts de Nîmes, 1998 – ISBN 2742719628
- Colin B. Bailey (dir.), Les Amours des dieux. La peinture mythologique de Watteau à David, Fort Worth et Paris, Kimbell Art Museum et Réunion des musées nationaux, 1991
- F. Boyer, Catalogue raisonné de l'œuvre de Charles Natoire, peintre du roi, Archives de l'art français, tome XXI, 1949
- J. Claparède, Les Dessins romains de Charles Natoire, Musée, Montpellier, 1960
- Jean de Viguerie, Histoire et dictionnaire du temps des Lumières, Paris, Robert Laffont, coll. Bouquins, 2003 – ISBN 2221048105